# Gloria Glens Park, Ohio
Gloria Glens Park là một làng thuộc quận Medina, tiểu bang Ohio, Hoa Kỳ. Năm 2010, dân số của làng này là 425 người.

## Dân số
- Dân số năm 2000: 538 người.
- Dân số năm 2010: 425 người.